# Johann Matthias Schröckh

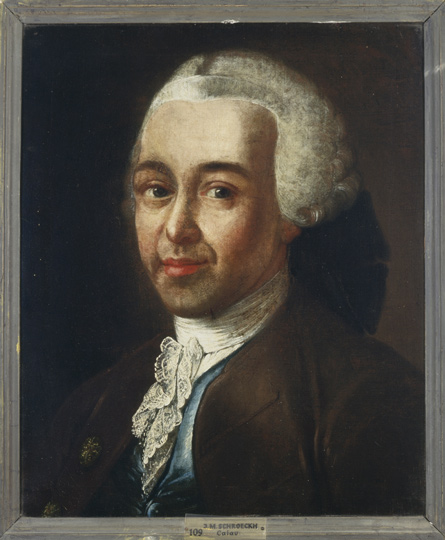
Johann Matthias Schröckh, Gemälde von Benjamin Calau, 1770, Gleimhaus Halberstadt

Johann Matthias Schröckh, auch Schroeckh, (* 26. Juli 1733 in Wien; † 1. August 1808 in Wittenberg) war ein deutscher Historiker und Literaturwissenschaftler, Dichter und Arzt.

## Leben
Als Enkel des lutherischen Seniors Matthias Bel in Pressburg wollte er wie sein Großvater Theologe werden. Dazu begann er 1751 seine Studien an der Universität Göttingen und hörte mit Begeisterung die Vorlesungen des Kirchenhistorikers Johann Lorenz von Mosheim und des Orientalisten Johann David Michaelis. Von seinem Onkel Karl Andreas Bel 1774 an die Universität Leipzig gezogen, setzte er seine Studien fort und erlangte dort am 4. März 1755 den akademischen Grad eines Magisters der Philosophie. Er habilitierte sich am 6. März 1756 und war 1762 außerordentlicher Professor der Philosophie geworden.
Am 26. Oktober 1767 folgte ein Ruf als ordentlicher Professor der Poesie an die Universität Wittenberg, den er aus Existenzgründen annahm. Dennoch hielt er daran fest, seine in Leipzig begonnenen Vorlesungen über Kirchengeschichte, Gelehrtengeschichte und Geschichte der Theologie fortzusetzen und nahm an der Wittenberger Universität eine tonangebende Stellung in jenem Fachbereich ein. Nach dem Abgang von Johann Daniel Ritter übernahm er 1775 die lang angestrebte Professur für Geschichte. Wie Schröckh schon in Leipzig Kustos an der Universitätsbibliothek war, so versah er auch in Wittenberg ab 1767 als Nebenamt die Leitung der Wittenberger Universitätsbibliothek.
Schröckhs Tag begann um fünf Uhr mit Schriftstellerei. Um sieben Uhr, winters um acht, trat er zum ersten Mal vor seine Hörer. Anschließend widmete er sich verschiedenen Dingen, so dem akademischen Umlauf, der Zensur historischer Werke, Romane, des Wittenbergischen Wochenblatts, literarischer Zeitschriften, zum Beispiel der Allgemeinen Deutschen Bibliothek, die seit 1775 in Wittenberg gedruckt wurde, und verfasste Rezensionen. Danach setzte der Historiker die Schriftstellerei fort. Um 12 Uhr eröffnete das Mittagsmahl eine längere Phase der Ruhe und Entspannung. Um 15 Uhr trug er den zweiten Teil seiner Kollegs vor, der zuweilen mit einem Privatissimum schloss.
Die Gesamtzahl seiner täglichen Vorlesungen betrug früher fünf, später drei. Der letzte Teil des Arbeitstages, die Abendstunden von 18 bis 21.30 Uhr, war wieder für die Schriftstellerei bestimmt. Es entsprach dieser auf literarische Tätigkeit abgestimmten Ordnung, dass die Oster- und Michaelisferien für die Abfassung von Büchern und Rezensionen genutzt wurden. Die Erarbeitung historischer Werke war natürlich der Qualität seiner Vorlesungen förderlich.
Schröckhs Besuch von Gesellschaften beschränkte sich auf die Teilnahme am Gottesdienst und an Zusammenkünften, insofern es ihm die Amtspflicht gebot. „Lustreisen“ führten ihn gelegentlich in das nahe Wörlitz. Die damalige Vielfalt geselligen Lebens vor Augen mussten die Zeitgenossen dieses Leben als einsam empfinden. Dennoch war Schröckh ein informierter Mann. Er lebte „auf seiner Studierstube wie auf einer Warte, von der es nahe und fern viel zu sehen gibt“. In dieser Hinsicht war schon der Umgang mit wenigen Vertrauten, nämlich Johann Daniel Ritter, Franz Volkmar Reinhard, Karl Ludwig Nitzsch und Georg Stephan Wiesand, recht ergiebig. Häufig empfing er durchreisende Gelehrte und gebildete Fremde.
Er pflegte Zeitungen und Zeitschriften politischen, literarischen und gemeinnützigen Inhalts zu lesen, auch die Modeschriftsteller August Lafontaine, August von Kotzebue und englische Romane. Seine Lieblingsautoren waren Lukian, Horaz und Tacitus, Swift, Voltaire und Wieland. Seine Humanität äußerte sich in Hilfe und Teilnahme für „Jude und Grieche, Freund und Feind“. Er gewährte ausländischen Studierenden Vorschüsse, steuerte zur Besoldung von Wittenberger Schullehrern bei, hielt seine Bibliothek Interessierten offen, vermittelte jungen Schriftstellern Verleger, gab Gelehrten und Studierenden Rat, stattete Krankenbesuche, auch bei seinen Handwerkern, ab.
Den damaligen Aufschwung der Universität Wittenberg führten Zeitgenossen auf das Wirken von Professoren wie Johann Matthias Schröckh und Franz Volkmar Reinhard zurück. Es kamen wieder mehr Gäste aus Ungarn, Finnland, Kurland und anderen Teilen Europas an die Leucorea. Man rühmte Schröckhs pragmatische, unparteiliche Art des Geschichtsvortrags, seine „vernünftige, gemäßigte und tolerante Denkart“, seinen kosmopolitischen Standpunkt bei der Darstellung der Wissenschaften und die „liberale Behandlung der Kirchen- und Universalgeschichte“. Seine groß angelegten Vorlesungen über die Geschichte aller Künste und Wissenschaften einschließlich der Theologie von Kaiser Augustus und Christi Geburt an, bekräftigten den universalhistorischen Lehranspruch seiner Fakultät auch auf diesem Spezialgebiet. Er las einen dreijährigen Zyklus über Kirchengeschichte, deutsche Reichsgeschichte, europäische Staatengeschichte, Diplomatik und sächsische Geschichte. Seine Vorlesungen gehörten zu den meistbesuchten an der Wittenberger Universität.
Schröckhs Werke lassen sich in drei Gruppen einordnen: Biographik, Universalgeschichte und Kirchengeschichte. Sein pädagogisches Anliegen trat in der Abfassung einer vierteiligen Allgemeinen Weltgeschichte für Kinder und im Lehrbuch der allgemeinen Weltgeschichte zum Gebrauche bei dem ersten Unterrichte der Jugend zutage. Seine Bedeutung lag in der quellengestützten, sammlungsdeskriptiven, populärwissenschaftlichen Darstellung der Kirchengeschichte. Er sah in der Reformation die Repristination des idealen Urchristentums und in der Aufklärung den Idealzustand seitheriger Höherentwicklung. Luther erscheint ihm als „Freiheitsbringer und Frühaufklärer“. Reformation und protestantische Aufklärung stünden in Kontinuität mit der originalen Botschaft Jesu, die „Luther wiederentdeckt habe“.
Sein eigentliches Lebenswerk ist die 43-bändige, von den Anfängen bis in das 18. Jahrhundert reichende Kirchengeschichte. Davon führt die Christliche Kirchengeschichte in 35 Bänden bis zur Reformation. Ihr schließt sich die achtbändige Christliche Kirchengeschichte seit der Reformation an. Seine Arbeiten beeinflussten auch das Schrifttum katholischer Kirchenhistoriker und den katholischen kirchenhistorischen Unterricht. Einen Großteil seines literarischen Werkes hat Schröckh der Verbesserung seiner Lebensverhältnisse halber geschaffen. Besonders bedauerte er den Zeitaufwand für das „bändereiche Flickwerk“ von Wiliam Guthrie und John Gray, „Allgemeine Weltgeschichte von der Schöpfung an bis auf die Gegenwärtige Zeit“.
Der überaus fruchtbare Kirchenhistoriker, den auch die Universität Frankfurt (Oder) sowie die Stadt Riga umwarben, versah zudem in den Sommersemestern 1776 sowie 1800 das Rektorat der Wittenberger Akademie und galt bis zu seinem Lebensende als einer der bedeutendsten Professoren derselben. Schröckh starb infolge eines Sturzes von der Leiter.

## Werkauswahl
- Abbildungen und Lebensbeschreibungen berühmter Gelehrten. Hilscher, Leipzig 1764. (Digitalisat Band 1,1), (Band 1,2), (Band 2,1), (Band 2,2), (Band 2,3), (Band 3,1), (Band 3,2)
- Lehrbuch der allgemeinen Weltgeschichte zum Gebrauche bei dem ersten Unterrichte der Jugend. Nicolai, Berlin und Stettin 1774. (Digitalisat)
- Historia religionis et ecclesiae christianae adumbrata in usus lectionum. Mylius, Berlin 1777. (Digitalisat)
- Allgemeine Weltgeschichte für Kinder. 4 Theile. Weidmann, Leipzig 1779–1784. (Digitalisat Band 1), (Band 2), (Band 3), (Band 4,1), (Band 4,2), (Band 4,3)
- Einleitung zur Universalhistorie. Berlin 1757. Umarbeitung von Hilmar Curas
- Christliche Kirchengeschichte seit der Reformation. 10 Bände. Leipzig 1804–1808.
- Christliche Kirchengeschichte. 35 Bände. Frankfurt und Leipzig 1768–1803.